# 石渡秀吉

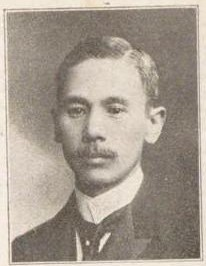
石渡秀吉

石渡 秀吉（いしわた ひできち、1870年10月17日（明治3年9月23日） - 1933年（昭和8年）7月30日）は、明治から昭和時代初期の政治家、実業家。醸造家。衆議院議員（1期）。神奈川県三浦郡浦賀町長。

## 経歴
石渡真三郎の長男として神奈川県三浦郡大津村（浦賀町を経て現横須賀市）に生まれる。慶應義塾、専修学校などに学び、1892年（明治25年）家業の醤油醸造の販路拡大のためハワイへ渡り、翌年帰朝した。1906年（明治39年）浦賀町会議員に当選し、1922年（大正11年）まで通算3期務めた。1911年（明治44年）三浦郡会議員、同郡会議長を歴任した。1912年（明治45年）5月の第11回衆議院議員総選挙では神奈川県郡部から無所属で出馬し当選するが、選挙法違反の大審院判決により任期途中の1913年（大正2年）1月27日に辞職した。
1923年（大正12年）11月、浦賀町長に就任し、1931年（昭和6年）11月まで2期務めた。県営水道期成同盟会副会長として水道の実現化に尽くしたほか、県町村長会会長、半島観光協会会長、東陽銀行、武相貯蓄銀行各取締役などを歴任した。

## 親族
- 父：石渡真三郎（浦賀町長、三浦郡会副議長）[3]